# ويليام فريتز
ويليام فريتز هو منافس ألعاب قوى كندي، ولد في 14 أغسطس 1914 في ألبرتا في كندا، وتوفي في 14 أكتوبر 1995 في لندن في كندا.

## وصلات خارجية
- ويليام فريتز على موقع أوليمبيديا (الإنجليزية)
- ويليام فريتز على موقع اتحاد ألعاب الكومنولث (مؤرشف) (الإنجليزية)